# Wilhelm Feineis
Wilhelm Georg Feineis (* 10. Februar 1873 in Moos (Geroldshausen) im Landkreis Würzburg; † im 20. Jahrhundert) war Präsident der Abteilung München im Reichspostministerium und Präsident der Reichspostdirektionen Speyer und Augsburg.

## Leben
Wilhelm Feineis studierte Rechtswissenschaften, legte die erste juristische Staatsprüfung ab und leistete den dreijährigen Vorbereitungsdienst (Referendar). 1898 folgte das Große juristische Staatsexamen für den höheren Justiz- und Verwaltungsdienst. 1899 trat er als Postoffizial beim Oberpostamt in Speyer in den höheren Post- und Telegraphenverwaltungsdienst. Dort wurde er 1920 Oberpostrat und zum 1. September 1921 Präsident der Reichspostdirektion Speyer. Während der französischen Besatzung leistete er auf Anordnung der Reichsregierung passiven Widerstand gegen die von Belgiern und Franzosen veranlassten Maßnahmen. Deshalb wurde er vom Kriegsgericht zu zwei Monaten Gefängnis verurteilt. Nach der Verbüßung seiner Haftstrafe wurde er am 19. Mai 1923 aus dem linksrheinischen Gebiet ausgewiesen; so leitete er von Heidelberg aus die Reichspostdirektion Speyer. Vom 1. Juli 1924 an bis 1928 war er als Ministerialrat mit der Amtsbezeichnung Präsident im Reichspostministerium, Abteilung München. Deren Aufgabe war es, die inneren Angelegenheiten der bayerischen Oberpostdirektionen zu regeln. Bevor Feineis am 1. Dezember 1930 als Präsident der Reichspostdirektion Augsburg seinen Dienst in München beendete, wurde er dort 1928 Präsident der Behörde. In Augsburg blieb er bis zu seiner Versetzung in den Ruhestand im April 1938.
Ende 1937 wurde Feineis in den Beirat der Landesplanungsgemeinschaft Bayern berufen.